# ارکیده وحشی (فیلم)
ارکیده وحشی (به انگلیسی: Wild Orchid) یک فیلم درام و عاشقانه آمریکایی محصول سال ۱۹۸۹ به کارگردانی زالمن کینگ با بازی میکی رورک، کره اوتیس، جکلین بیسیت، بروس گرینوود، میلتون گونسالویس و آسومپتا سرنا است.

## تولید
فیلم در سالوادور، باهیا، و ریو دو ژانیرو، برزیل فیلمبرداری شد. نسخه اصلی کینگ از این فیلم برای رتبه R بسیار گرافیکی سکسی در نظر گرفته شد و انجمن سینمایی آمریکا تهدید کرد که آن را با رتبه X منتشر می‌کند و پتانسیل تجاری آن را محدود می‌کند. کینگ با اکراه بخشی از صحنه عشق بین اوتیس و رورک را حذف کرد تا با رتبه R مطابقت داشته باشد.

## انتشار
این فیلم اولین نمایش جهانی خود را در ۲۱ دسامبر ۱۹۸۹ در رم، ایتالیا داشت. The این فیلم در ۲۷ آوریل ۱۹۹۰ در لس آنجلس و در ۲۸ آوریل ۱۹۹۰ در نیویورک اکران شد.

## بازخوردها
این فیلم در حول و حوش اکرانش نقدهای منفی از سوی منتقدان دریافت کرد و در حال حاضر بر اساس ۳۰ نقد، امتیاز ۱۰ درصدی را در جمع‌آوری نقد راتن تومیتوز حفظ کرده‌است. این فیلم نامزد دو جایزه تمشک طلایی شد، از جمله بدترین بازیگر مرد (میکی رورک) و بدترین ستاره جدید (کاره اوتیس). با وجود شکست در باکس آفیس ایالات متحده، ارکیده وحشی در اروپا موفق شد و ۱۰۰ میلیون دلار فروش کرد.

## دنباله
- ارکیده وحشی ۲ (۱۹۹۱)[۶]